# Cerros de Mavicure

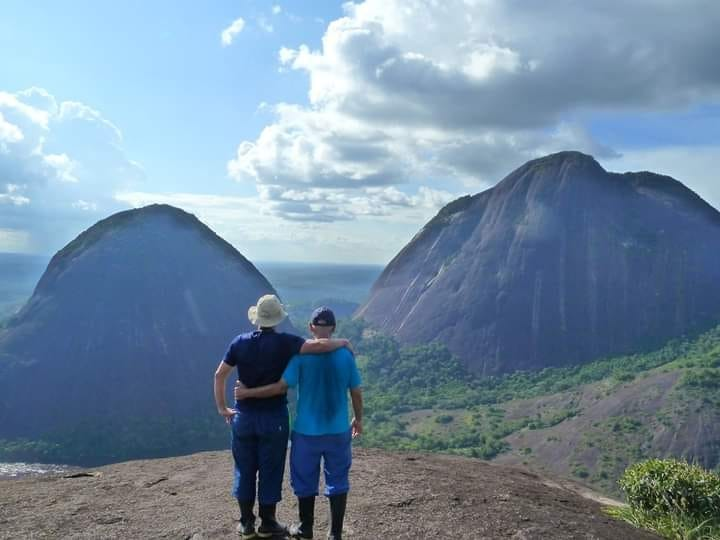
Cima Cerro de Mavicure

Los Cerros de Mavicure son un conjunto de tres monolitos ubicados al suroriente de Colombia, más concretamente a 50 km al sur de la ciudad de  Inírida, sobre el río homónimo. Pertenecen al Macizo Guayanés, y cuentan con una altura aproximada de 250 m en promedio.
El conjunto consiste de tres cerros: Pajarito, Mono y Mavicure (de 712, 480 y 170 metros de altura, respectivamente), que solo pueden ser accedidos por vía fluvial; el tiempo de recorrido es de dos horas en promedio.
Estos cerros son considerados uno de los principales sitios de interés turístico del departamento de Guainía, están ubicados justo en medio de la reserva indígena puinave de El Remanso, y aparecen representados en el escudo del departamento.
En febrero de 2015, el Cerro Pajarito fue ascendido por segunda vez en su historia por los montañistas colombianos: Jimmy Fabián Sánchez, Natalia Espitia y Gustavo Mora Galeano. La vez anterior fue en 1992, por una expedición santandereana. A diferencia de aquella vez en donde se demoraron dos días en escalarlo, el bogotano Gustavo Rodríguez y Nelson Villamil fueron los primeros montañistas en llegar, hacer cumbre y bajar en el mismo día.[cita requerida]